# Дом дворянского собрания (Вологда)
Дом дворянского собрания — расположенный в Вологде памятник архитектуры федерального значения.

## История
Здание Дворянского собрания является частью бывшей городской усадьбы. Главный дом построен не позднее 1780-х годов, когда впервые упоминается как дом богатого дворянина М. А. Колычева. Автор проекта неизвестен. С 1822 года в нём располагается Дворянское собрание.
Александр I в 1824 году был на балу в доме Дворянства, где позднее, в память этого события, на мраморной доске была выгравирована следующая надпись:

Мне весьма приятно видеть согласие, господствующее в обществе; всё, виденное Мною в Вологде, далеко превзошло Моё ожидание во всех отношениях.— цитируется по: Лукомский Г. К. Вологда в её старине. 1914 г.
В 1837 году куплен вологодским дворянством, после чего здание известно как дом Дворянского собрания Вологды.
С 1915 года во флигеле здания размещались Северный кружок любителей изящных искусств и Вологодское общество изучения Северного края. В феврале 1919 года в здании была открыта Губернская советская публичная библиотека, которая располагалась в нём до 1963 года. В 1960-е годы здание было реставрировано под руководством архитектора-реставратора В. С. Баниге. С 1965 года здесь разместился концертный зал Вологодской областной филармонии имени В. А. Гаврилина. Памятник архитектуры федерального значения (с интерьерами).

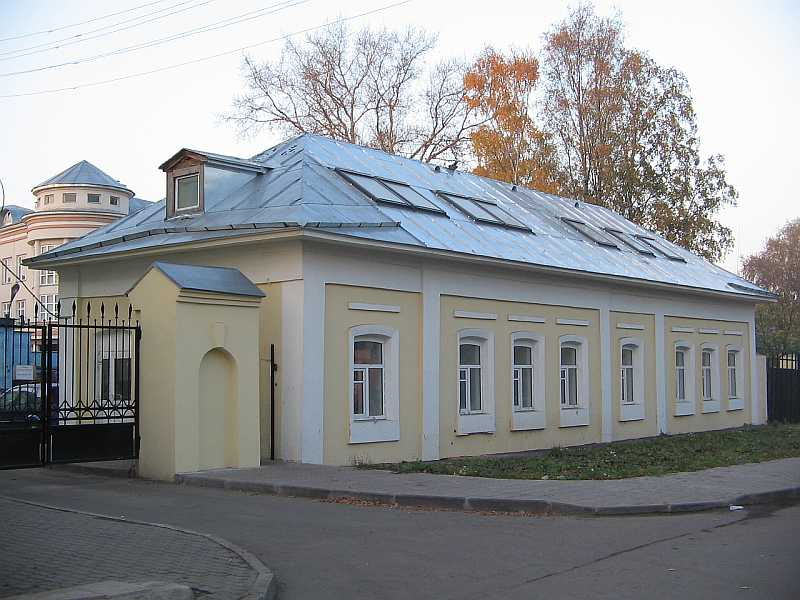
Флигель Дома Дворянского собрания, в котором располагались Северный кружок любителей изящных искусств и Вологодское общество изучения Северного края

## Архитектура
Представляет собой трёхэтажное кирпичное строение на каменном фундаменте, в стиле русского классицизма. Закруглённый фасад (на углу улиц Лермонтова и Пушкинской) украшен восемью пилястрами ионического ордера и небольшим аттиком. Пилястры идут по высоте второго и третьего этажей, поставленных на утолщение цокольного. Белые детали и элементы декора рельефно выделяются на жёлтом фоне.
Широкая мраморная лестница ведёт наверх, в парадную анфиладу. По сторонам вестибюля расположены подсобная галерея и лесенка на хоры, частично скрытые за боковыми стенами с прорезанными в них арками, простенки между которыми украшают ионические пилястры. В интерьере большого двухсветного центрального зала с хорами примечательны коринфские пилястры и сочный лепной карниз с консолями и пальметками, а также высокие сложно-филёнчатые двери. Сохранились пять старинных бронзовых люстр, решётка балюстрады на хорах, чугунные печные дверцы, бронзовые дверные ручки.
В конце 2000-х годов к зданию со стороны Пушкинской улицы пристроена крытая веранда ресторана. Одноэтажный флигель дома был реставрирован с нарушениями (сделаны окна в скатах крыши) в начале 2000-х.